# 均苯三甲酰氯
均苯三甲酰氯，即1,3,5-苯三甲酰氯，是一种有机化合物，化学式为C9H3Cl3O3，是一种酰氯。

## 制备
均苯三甲酰氯可由均苯三甲酸和氯化亚砜回流反应得到。
均苯三甲酸和三氯氧磷于60°C反应也能得到该物质。